# Motoyuki Hirai
Motoyuki Hirai (平井基之?, Hirai Motoyuki; 20 settembre 1981) è un ex giocatore di football americano giapponese, che ha giocato come defensive lineman.